# Центральний Військовий Комітет
Центральний Військовий Комітет — таємна організація офіцерів-українців австрійської армії, що діяла від вересня 1918 р. Завдяки її діяльності було здійснено Листопадовий чин у Львові — безкровне перебрання українцями влади у столиці українських земель колишньої Австро-Угорщини.
Діяв у «Народній гостиниці» (тепер вул. Т. Костюшка, 1). Підтримував зв'язки з українськими підрозділами в Перемишлі, Станиславові, Тернополі, Коломиї, Золочеві, Бродах і особливо з Легіоном Українських Січових Стрільців (УСС) у Чернівцях. Марія Лазорко принесла до штабу Центрального Військового Комітету пошитий власноруч Національний стяг. Дмитро Вітовський дав наказ закріпити його на шпилі міської ратуші, який було виконано вояками Легіону УСС, зокрема, Степаном Паньківським.
Діячами Центрального Військового Комітету були:
- Дмитро Вітовський
- Огоновський Любомир
- Катамай Дмитро Теодорович

До роботи також залучались:
- Чубатий Микола — розвідник і кур'єр